# Petrusa pivota
Petrusa pivota är en insektsart som beskrevs av Caldwell och Martorell 1951. Petrusa pivota ingår i släktet Petrusa och familjen Flatidae. Utöver nominatformen finns också underarten P. p. yabucensis.